# Шидо
Шидо (итал. Scido) — коммуна в Италии, расположена в области Калабрия, подчиняется административному центру метропольный город Реджо-ди-Калабрия.
Население коммуны, на 01.01.2024 года, составляет 790 человек, плотность населения — 45,62 чел./км². Коммуна занимает площадь 17,32 км². 
Почтовый индекс — 89010. Телефонный код — 0966.
Покровителем коммуны почитается священномученик Власий Севастийский, день его памяти ежегодно отмечается 3 февраля.